# Idrætshøjskolen Aarhus
Idrætshøjskolen Aarhus er en dansk folkehøjskole, beliggende ved Vejlby/Risskov Centret i Aarhus.

## Historie
Idrætshøjskolen Aarhus (også kaldet IHÅ) blev grundlagt af Idrætsklubben Skovbakken i 1968, og den 1. oktober 1970 kunne man tage imod første elevhold, i bygninger tegnet af Friis og Moltke. Højskolen udbyder en verden af idræt, musik og kultur.
Idrætshøjskolen Aarhus udbyder lange kurser på 19 eller 24 uger, hvor eleverne typisk er mellem 18 og 25 år gamle. Derudover tilbyder højskolen også korte kurser á en uges varighed i sommerferien. Disse to uger kaldes Familiehøjskole, der er en aktiv ferie for hele familien.
IHÅ ligger tæt på strand, skov og hav, samt har rådighed over fantstiske faciliteter i form af haller, beachbaner, tennisbaner, kunstgræsbaner, svømmehal, fitnesslokale, dansesal og meget andet.
Idrætsfag: Fodbold, Fitness, Håndbold, Volleyball, Triatlon, Dans, Spring, Outdoor, Tennis, Surf, Badminton, Basketball.

## Galleri
- Indgang
- Flag med logo
- Gården
- Reception